# Jüdischer Friedhof (Tovačov)
Koordinaten: 49° 25′ 37,8″ N, 17° 17′ 13″ O

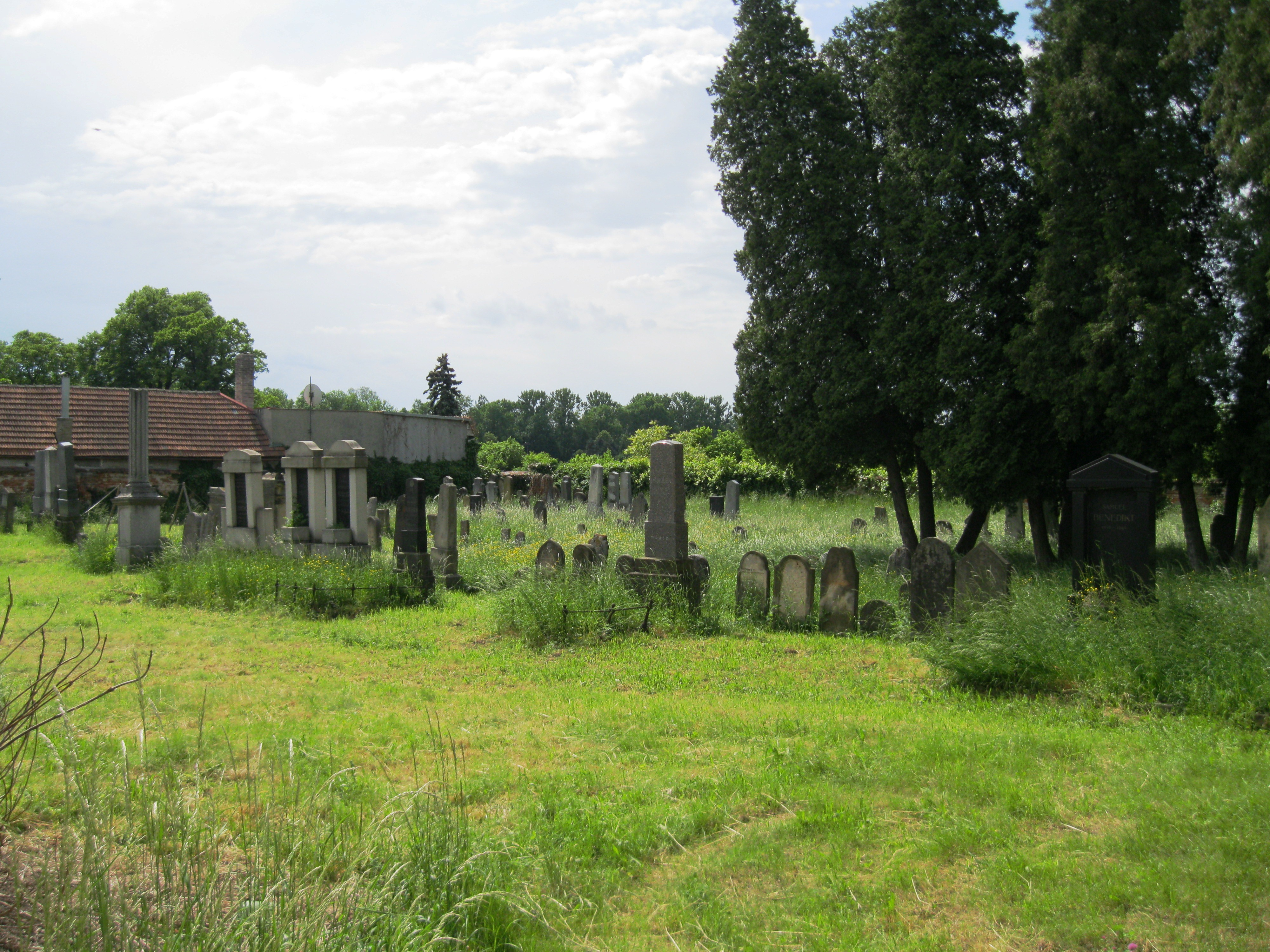
Der jüdische Friedhof in Tovačov

Der Jüdische Friedhof Tovačov ist ein Friedhof in Tovačov (deutsch Tobitschau) im Okres Přerov in der Region Olomoucký kraj in Ost-Tschechien.
Der jüdische Friedhof liegt am südlichen Rand des Stadtkerns. Über die Anzahl der Grabsteine liegen keine Angaben vor.

## Geschichte
Der Friedhof mit barocken und klassizistischen Grabsteinen wurde wahrscheinlich Mitte des 17. Jahrhunderts angelegt. Die beiden Grabsteine aus den Jahren 1614 und 1615, die in der Friedhofsmauer eingemauert sind, stammen von einem älteren Friedhof.